# うる星やつら ザ・障害物水泳大会
『うる星やつら ザ・障害物水泳大会』（うるせいやつら ザ・しょうがいぶつすいえいたいかい）は、高橋留美子原作のアニメ『うる星やつら』（1981年版）に関連するOVA作品。

## 概要
1991年に公開された劇場版アニメ第6作「うる星やつら いつだってマイ・ダーリン」以来となる『うる星やつら』のアニメ化作品。高橋留美子の原画展「高橋留美子展」向けに制作され、2008年12月23日より会場で上映された。OVAとしては通算12作品目である。本作は『うる星やつら』の一連のアニメ作品では初めてのデジタル作画による映像作品である。アニメーション制作は『犬夜叉』を手掛けたサンライズが担当した。
2010年1月29日に本作と『らんま1/2 悪夢!春眠香』、『犬夜叉 黒い鉄砕牙』の3作品を収録したDVD『It's a Rumic World スペシャルアニメBOX』が発売された。本作のDVDとBlu-ray Discは同年10月20日に発売された。

### 作品の特徴
ストーリーとしては、原作漫画の「ザ・障害物水泳大会」を主軸に、「風鈴樹の音色」と「失われたモノを求めて」の内容を組み込んでいる。
本作品はそれまで製作された一連のアニメ作品とは大きく異なる点が多い。1981年版アニメでは友引高校の校舎は洋風建築の木造校舎であったが、本作では原作と同じ鉄筋コンクリート建築の校舎である。また、1981年版アニメのオリジナルキャラクターであるラム親衛隊の4人（メガネ、パーマ、カクガリ、チビ）は登場しない。代わりにあたるの悪友・白井コースケがアニメ初登場を果たしている。このように、本作は原作の初期設定をベースに制作された。
友引高校の女子生徒の制服にも若干の変化がある。ラムのスカーフの色が黄色なのはこれまでのアニメと同じであるが、三宅しのぶをはじめとする女子生徒たちは青いスカーフを身に着けているほか、ランのスカーフは桃色になっている。ランは原作の該当エピソードには登場していないが、本作では障害物水泳大会の参加者として登場する。
キャストはほとんど1981年版アニメと同じであるが、藤波竜之介の父親役が安西正弘から大川透に変更されている。白井コースケ役は山口勝平が、ラン役は小宮和枝がそれぞれ担当した。また、1981年版アニメでのトップクレジットはラム役の平野文だったが、本作では初めて諸星あたる役の古川登志夫がトップクレジットとなった。

## あらすじ
夏休みのある日、友引高校で水泳大会が開催されることになった。あたる達は全く乗り気でなかったが、クラス担任の温泉マークから優勝者には夏休みの宿題が免除になる特権が与えられると聞き、一同は宿題免除のために俄然張り切る。
しかし、これはただの水泳大会ではなかった。一同はまず体育館からスタートして校舎内の指定されたコースを進み、プールまでたどり着くという道程を乗り越えなけらばならない。しかも、その道中には教師陣が仕掛けた罠が多数あり、生徒たちは次々に脱落していく。
あたる、ラム、面堂、しのぶたちは様々な障害を乗り越えてどうにかプールまでたどり着く。ここで、温泉マークから優勝者のご褒美として宿題免除の他に校長からの接吻が与えられると聞き、一同はやる気を失う。そして、水泳大会本戦が幕を開けた。

## 登場人物
- 諸星あたる - 古川登志夫
- ラム - 平野文
- 面堂終太郎 - 神谷明
- 三宅しのぶ - 島津冴子
- 藤波竜之介 - 田中真弓
- テン - 杉山佳寿子
- ラン - 小宮和枝
- 弁天 - 三田ゆう子
- おユキ - 小原乃梨子
- 錯乱坊（チェリー） - 永井一郎
- サクラ - 鷲尾真知子
- 温泉マーク - 池水通洋
- 校長先生 - 西村知道
- 面堂了子 - 小山茉美
- 竜之介の父 - 大川透
- しゅがあ - TARAKO
- じんじゃあ - 坂本千夏
- ぺっぱあ - 鵜飼るみ子
- あたるの父 - 緒方賢一
- あたるの母 - 佐久間なつみ
- 白井コースケ - 山口勝平

## スタッフ
- 原作 - 高橋留美子
- 監督・絵コンテ - 米たにヨシトモ
- 脚本 - 横手美智子
- 演出 - 喜多幡徹
- 作画監督 - 土器手司
- キャラクターデザイン - 土器手司、広田麻由美
- 色彩設計 - 柴田亜紀子
- 美術監督 - 池田繁美
- 美術ボード - 丸山由紀子
- 美術設定 - 池田繁美、大久保修一
- 撮影監督 - 葛山剛士
- 編集 - 内浦良典
- 音楽 - 渡辺剛
- 音楽制作 - 小学館ミュージック&デジタル エンタテイメント、サンライズ音楽出版
- 音楽プロデューサー - 眞野昇
- 音響監督 - 木村絵理子
- 音響制作 - 東北新社
- プロデューサー - 田村一彦
- 製作 - 亀井修（小学館）
- 制作 - サンライズ